# Zakària Paliàixvili
Zakària Paliàixvili (en georgià: ზაქარია ფალიაშვილი), també conegut com a Zachary Petrovich Paliashvili (en rus: Захий Zacharij Petrović Paliashvili (Kutaissi (Imerècia, Georgia), 16 d'agost, 1871 - Tbilisi, 6 d'octubre, 1933), va ser un compositor georgià. Considerat com un dels fundadors de la música clàssica georgiana, la seva obra és coneguda per la seva fusió eclèctica de cançons i històries populars amb temes clàssics romàntics del segle XIX. Va ser el fundador de la Societat Filharmònica de Geòrgia i més tard el cap del Conservatori Estatal de Tbilisi. El Teatre Nacional d'Òpera i Ballet de Tbilisi va ser nomenat en el seu honor l'any 1937. En particular, la música de Paliàixvili serveix com a base de l'himne nacional de Geòrgia.

## Biografia
Tot i que Paliàixvili va compondre obres per a orquestra simfònica (per exemple, Georgian Suite on Folk Themes), probablement és més conegut per la seva música vocal, que inclou òperes Abesalom da Eteri (basades en un conte popular "Eteriani"), Daisi (Crepuscle), i Latavra.
Família i joventut

Paliàixvili a la família de Petre Ivanes dze Paliàixvili (1838–1913), un ancià de l'Església catòlica georgiana de Kutaissi, que es deia que era un pare i un marit model. La mare de Zacharia era Maria Pavles asuli Mesarkishvili (1851–1916). Zacharia era el tercer fill d'una família de divuit fills (tretze nois i cinc noies). Set nens van morir en la infància. Encara que els pares de Zacharia no eren músics professionals, els seus fills recordaven el cant de la seva mare.

En les seves notes autobiogràfiques Zacharia Paliàixvili escriu:
| « | "...a la nostra gran família, els meus estimats germans i germanes van mostrar un do natural de la música fins i tot a la seva primera edat. Al meu parer, l'explicació d'això hauria de buscar-se en el fet que nosaltres, ser catòlics assistíem a l'església on els sons dolços de la música d'orgue no només són agradables, sinó que ajuden a desenvolupar una bona oïda... passem molt de temps a l'església i a poc a poc vam desenvolupar una bona oïda." | » |

El primer a mostrar habilitats musicals considerables va ser el fill gran Ivane (Vano Paliàixvili (1868–1934), que posteriorment es va convertir en un director destacat. Quan Vano tenia onze anys va ser nomenat ajudant de l'organista de l'església, i Zacharia, de vuit anys, va ser admès com a corista al cor de l'església. Amb l'ajuda del degà, el Pare I, Antonishvili, el petit Zacharia va estudiar "Cançó de bressol per a Jesús" i la va cantar amb gran èxit la nit de Nadal.

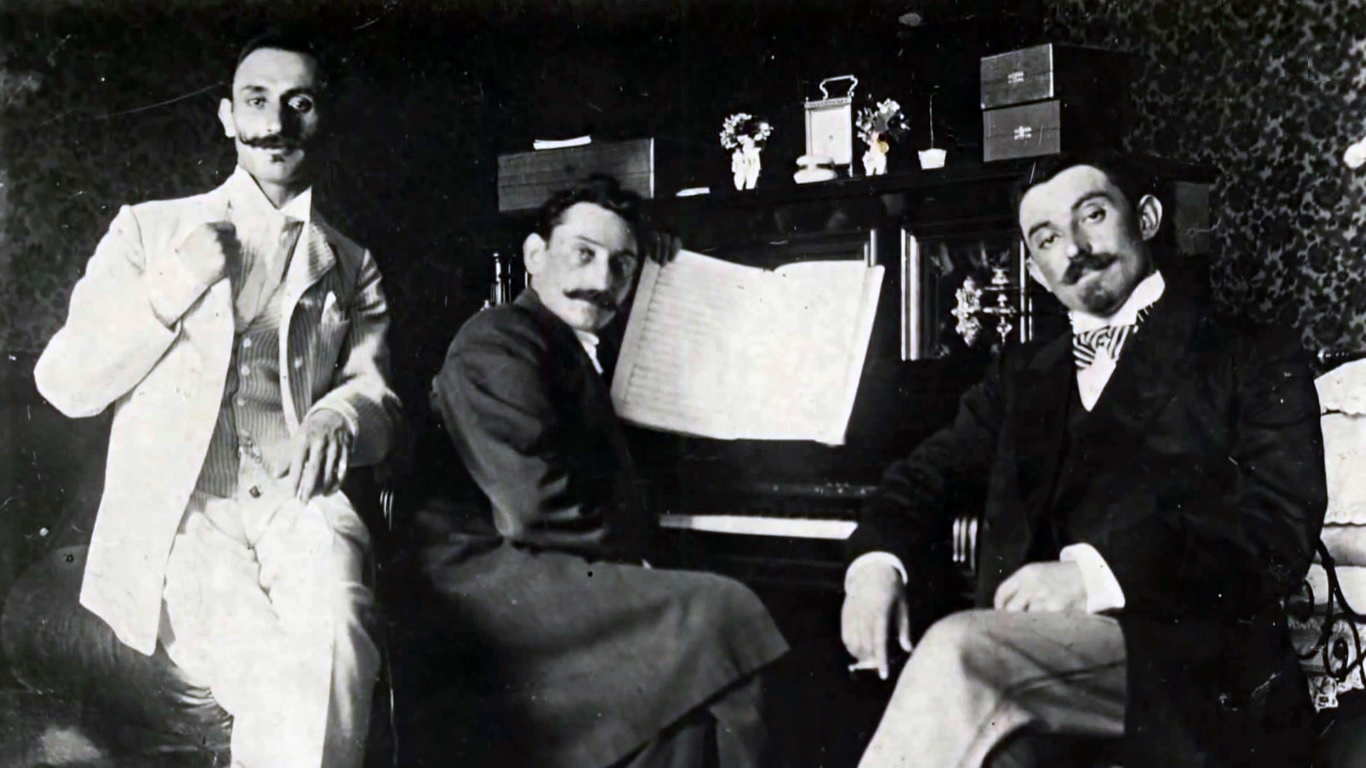
Zacharia (extrema dreta) amb els seus germans Ivane (centre) i Polycarp (extrema esquerra)

El període Kutaissi, però, va deixar una profunda impressió en la vida del futur compositor. Va ser el lloc del seu primer contacte amb la música, i la base de la seva actitud professional davant la dedicació de la seva vida, la música, també s'hi havia desenvolupat. Durant tota la seva vida Zacharia havia conservat el seu amor juvenil per les relíquies de la magnificència de Geòrgia, les ruïnes de l'església de Bagrat (construïda pel rei de Geòrgia Bagrat III el 1003, arruïnada i saquejada pels turcs el 1631), Gelati (1106–1125), un dels centres d'educació, filosofia i literatura més importants de la Geòrgia medieval i l'extraordinària bellesa de la seva ciutat natal. Posteriorment, Paliàixvili va recordar moltes vegades Kutaissi, impregnat, va dir, d'un "esperit realment georgià".
En sortir de l'escola parroquial de dos anys, els germans Ivan i Zacharia van començar a tocar el piano sota la tutela de Felix Mizandari, organista i pianista. Mizandari no va cobrar a la família per les lliçons perquè era conscient que la família Paliàixvili tenia uns recursos molt modestos. Poc després, la gent de la ciutat es va assabentar dels dos joves músics talentosos i excepcionalment perseverants.
La notícia va arribar al pare Alfonso Khitarishvili, degà de l'Església catòlica georgiana de l'Assumpció de Tbilisi. Amb el consentiment dels pares, Khitarishvili va portar Ivan i Zacharia Paliàixvili a Tbilisi. Això va ser a la primavera de 1887. El germà gran va ser nomenat per al càrrec d'organista i Zacharia va ser nomenat ajudant del seu germà i corista. Poc temps després, tota la família de Petre Paliàixvili es va traslladar a Tbilisi.

## Trasllat a Tiflis i període a Moscou
El treball a l'Església Catòlica de Tbilisi, a més de proporcionar un sou petit però molt necessari, també va donar a Zacharia Paliàixvili l'oportunitat d'ampliar els seus coneixements musicals familiaritzant-se amb els compositors Palestrina, Lassus, Bach, Händel, Mozart i altres grans compositors del passat.
La primera actuació d'un cor etnogràfic georgiano, establert per la iniciativa i amb el suport material de Lado Agniashvili, una personalitat pública coneguda, va tenir lloc a Tbilisi l'any 1886.[9]
Més tard els concerts d'aquest cor van ser dirigits per Joseph Ratil (Navratil), que encara que txec de naixement havia associat per sempre la seva vida amb Geòrgia. Els concerts del cor d'Agniashvili van suscitar comentaris favorables del públic georgià de mentalitat patriòtica. Vano i Paliàixvili van cantar en aquest cor el 1887–1889 i aquest fet va ser important per al futur compositor.
El 1889 Vano va marxar a Rússia on va ser contractat com a director d'òpera. El seu lloc d'organista de l'església va ser assumit per Zacharia que ara havia de mantenir tota la família; com a resultat, no va tenir oportunitat de continuar la seva educació musical.
El 1874 per iniciativa del cantant Kharlamphy Savaneli, els pianistes Aloizy Mizandari i Konstantin Alikhanov, es va fundar la primera escola musical de Geòrgia a Tbilisi. L'escola musical de Tbilisi es va reorganitzar en la branca de Tbilisi de la Royal Musical Society russa amb l'estàtua d'un col·legi musical. Això es va dur a terme amb l'ajuda activa de Mikhaïl Ippolítov-Ivànov, un conegut compositor, director d'orquestra i pedagog rus que va treballar a Tbilisi el 1882-1893.
El somni estimat de Paliàixvili es va fer realitat només l'any 1891 quan va ser admès a la classe de trompa francesa amb F.F. Parizek. Un any més tard, quan Parizek va deixar l'escola, v va continuar estudiant amb A.I. Mosko. Es va graduar a la classe de trompa francesa el 1895 i el mateix any va ser admès a la classe de teoria musical dirigida per Nikolai Klenovski, un director, compositor i professor rus. Paliàixvili també va estudiar amb Ippolitov-Ivanov i el crític musical Vasili Davidovich Korganov. Mentre estudiava a la classe de Klenovsky, Paliàixvili va escriure diverses peces i això va despertar en ell un desig de composició posterior.
Paliàixvili es va graduar a l'escola amb honors a la primavera de 1899. Durant els seus anys escolars havia fundat un cor mixt d'obrers de fàbriques i d'oficines que interpretaven cançons populars georgianes i russes per als treballadors. El 1898 Paliàixvili va dirigir el seu cor a Gyandja i va tenir un gran èxit.
Després d'un intercanvi de cartes amb Serguei Tanéiev (1856–1915), un compositor i professor rus, Paliàixvili va marxar a Moscou a finals d'agost de 1900. Després de fer els exàmens d'ingrés, es va convertir en alumne de la classe de contrapunt del Conservatori de Moscou. Tres anys d'estudi amb el professor Tanéiev, un expert en polifonia, van enriquir Paliàixvili amb coneixements fonamentals i van facilitar la seva maduració com a compositor professional.

## Retorn a Geòrgia
Cap a finals de juny de 1903, Paliàixvili va completar els seus estudis amb Taneyev. Amb la seva jove esposa Julia Mikhailovna Utkina, va tornar a Geòrgia per posar en pràctica els coneixements que havia adquirit a Rússia. A la tardor de 1903, Paliàixvili va començar a ensenyar a l'escola secundària de Tbilisi per a la noblesa, on va tenir una classe de cant i també va dirigir el cor i l'orquestra, fundats per ell. Paliàixvili era un professor estricte i intransigent. Va exigir la total precisió de l'entonació i la precisió del ritme per a cada alumne-membre del seu cor o orquestra. Va fer tants avenços en aquest camp, que el cor i l'orquestra de l'escola aviat van començar a donar concerts públics. La premsa va qualificar això de "un triomf del mestre dotat" i va dir que "el cor i l'orquestra van ser portats a un nivell d'una gran qualitat fins i tot per a una escola de música". Diverses personalitats que més tard es van distingir en la cultura musical soviètica georgiana (compositors: I. Tuskia, Grigol Kiladse, S. Taktakixvili, V. Gokiely, A. Andriashvili; crítics musicals: S. Aslanishvili, G. Chkhikvadze; violinista L. . Yashvili i altres) van tenir el seu primer contacte inspirador amb la música en aquesta escola, assistint a la classe de Z. Paliàixvili. El violinista Andrei Karashvili i el compositor Zacharia Chkhikvadze van treballar a la mateixa escola secundària, on van dirigir classes de música.
El 1904 Paliàixvili va ser convidat a dirigir l'ensenyament de matèries teòriques a l'Escola Musical de Tbilisi. A més d'impartir classes de solfeig, harmonia i orquestració, va dirigir el cor i l'orquestra dels alumnes, les actuacions públiques de les quals van tenir invariablement èxit. El 1906, utilitzant una peça per a piano d'A. Karashvili ("Sazandary") com a punt de partida, Paliàixvili va compondre una cançó profundament patriòtica, "Samshoblo", que es va fer popular a tota Geòrgia.

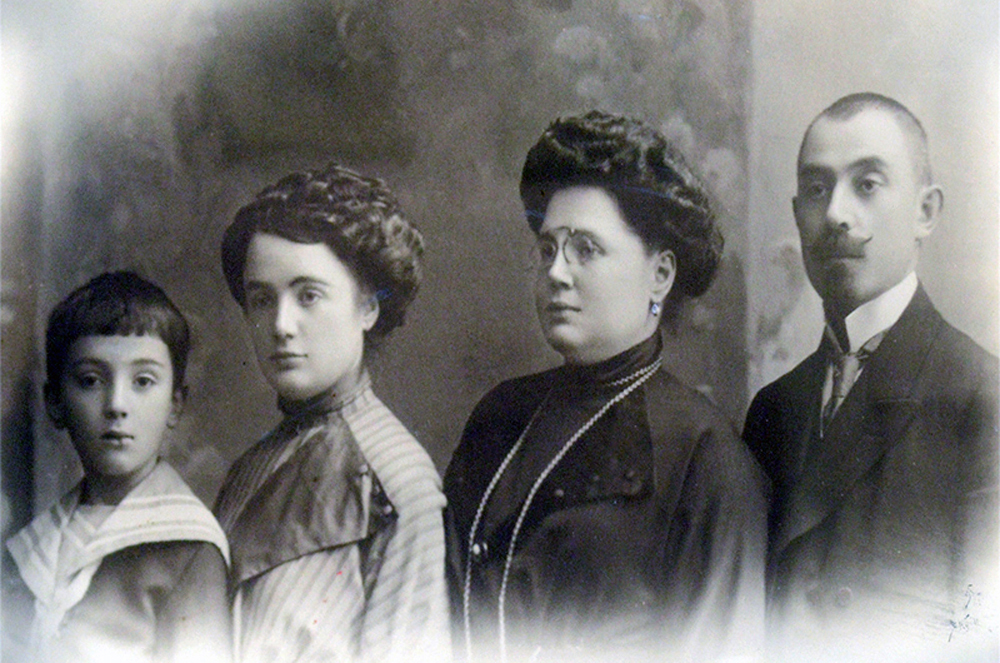
Zacharia amb la seva dona i els seus fills, c. principis de 1900

Els georgians progressistes abans de la revolució havien considerat la recopilació, l'enregistrament i l'elaboració de material folklòric com un element essencial, que contribuïa a la vida espiritual de la nació. A part de l'aplicació pràctica, l'ús de material folklòric com a base del treball literari i musical, una propaganda a gran escala de poesia i cançons populars notables va formar un instrument important per estimular els sentiments patriòtics del poble georgià. Molts contemporanis de Paliàixvili es van dedicar al folklorisme, incloent-hi Meliton Balanchivadze (pare del conegut compositor soviètic Andrei Balantxivadze i de George Balanchine, un coreògraf nord-americà), Dimitri Arakixvili, Filimon Koridze, Zacharia Chkhikvadze, Kote Potskhverashvili.
L'estiu de 1903, Paliàixvili i A.S. Khakhashvili (Khakhanov), professor de la Universitat de Moscou i especialista en història de la literatura georgiana, van fer un recorregut per Svanetia (una zona d'altitud a l'oest de Geòrgia), on van gravar algunes rares cançons populars georgianes antigues. Paliàixvili va descriure el viatge al seu professor favorit, S.I. Taneyev. El 1903–1908 amb el mateix objectiu en visió, Paliàixvili va fer una gira per districtes com Racha, on va gravar cantants populars locals, i en particular un mestvire (gautista); Guria (Ozurgeti), Imereti, Kartli i Kakheti. Algunes de les cançons enregistrades per Paliàixvili es van publicar a Moscou com a col·lecció l'any 1910, finançada per la Societat Filharmònica de Geòrgia. Es tracta de quaranta cançons populars georgianes enregistrades per Z. Paliàixvili i vuit cançons populars interpretades per a cor i orquestra. Paliàixvili, però, no es va quedar content. Sempre que va tenir alguna oportunitat, va incloure cançons populars elaborades per ell en el programa de concerts dels seus cors. Kliment Kvitka, musicòleg i etnògraf ucraïnès, i el marit de Lèssia Ukraïnka, una distingida poeta ucraïnesa, van cantar en un d'aquests cors. Paliàixvili va ser una bona amiga d'aquesta talentosa filla del poble ucraïnès i del seu marit fins a la mort de Lèssia Ukraïnka.
L'any 1908, per iniciativa seva, es va obrir una escola de música sota la Societat Filharmònica. Com que la Societat no tenia fons, Paliàixvili va dirigir l'escola durant diversos anys sense rebre cap pagament. Les assignatures teòriques van ser impartides per Giorgi Natadze, un dels amics més propers de Paliàixvili i graduat al Conservatori de Moscou. Ilya Kargareteli, un destacat músic, cantant i compositor, va iniciar una associació d'òperes en georgià, que aviat va començar a funcionar sota el patrocini de la Societat Filharmònica de Geòrgia. Els esforços de Kargareteli, Paliàixvili i Niko Kartvelishvili van portar a les primeres representacions en llengua georgiana de Faust de Charles Gounod, Demon d'Anton Rubinstein, El barber de Sevilla de Rossini, Aïda de Verdi i Carmen de Bizet a l'òpera de Tbilisi. Els directors van ser Zakària Paliàixvili i Nika Kartvelishvili.
El maig de 1917, el Tbilisi Musical College es va reorganitzar en el Conservatori de Tbilisi. El càrrec de director es va oferir al pianista i professor N. Nikolayev, i el d'inspector a Z. v. El 1918, quan Nikolayev va abandonar Geòrgia, Paliàixvili es va convertir en el director del Conservatori. l'any 1919 li van concedir el títol de professor. Paliàixvili va continuar impartint classes d'assignatures teòriques al Conservatori.
A principis de segle, Paliàixvili va començar a treballar en la seva primera òpera, Abesalom da Eteri. En això es va inspirar en una llegenda popular, "Eteriany", que havia estat publicada a la revista Paskunji (l'ocell de foc, 1908) i interpretada en forma de llibret d'òpera de Petre Mirianashvili, professor, escriptor i personalitat pública de el temps. La trama de l'òpera està basada en la història d'un príncep que s'enamora d'una bella noia del poble. Creient en la sinceritat dels sentiments d'Absalom, Etery es casa amb ell. Al mateix temps, Murman, l'amic més proper del príncep i el seu visier també s'enamora d'Etery. A través d'intrigues malicioses, Murman destrueix la felicitat de la jove parella. Separat d'Eteri Absalom emmalalteix i mor. Etery no vol viure sense Absalom i es mata a punyalades. La nit de l'estrena d'aquesta òpera va tenir lloc el 21 de febrer de 1919. Va ser produïda per A. Tsutsunava i dirigida per l'autor. Les parts principals van ser interpretades per B. Zapliski (Absalom), que aviat va ser substituït per Vano Sarajishvili; O. Bakutashvili-Shulgina (Etery) i Sandro Inashvili (Murman).
L'èxit de la seva primera òpera havia inspirat a Paliàixvili a compondre una altra: el drama líric Daisi ("Crepuscle" o "Posta de sol") fundat sobre el llibret de Valerian Gunia, una personalitat de l'art escènic, actor i dramaturg. El drama de l'amor i la gelosia a Daisi es mostra amb el rerefons d'escenes de gènere nacional. La Maro, una bella noia, està promesa per voluntat dels seus pares amb Kiazo, que és valent i ambiciós. La noia, però, estima el seu amic de la infància Malkhaz, un jove guerrer. Tsangal, el bufó del poble, li explica a Kiazo sobre això, i aquest desafia a Malkhaz. En aquest moment el país és atacat pels enemics. La gent està alarmada, però els adversaris, oblidant el seu deure amb la seva Pàtria, continuen lluitant i Malkhaz queda ferit de mort. El poble censura severament l'home que no va contenir les seves passions el dia del judici al país. La Maro es dol per la mort de la seva estimada. Així, el crepuscle cau prematurament sobre la vida dels tres joves. Paliàixvili va dedicar aquesta obra al seu únic fill Irakly, la mort prematura del qual havia patit profundament.
La primera projecció de Daisi es va celebrar el 19 de desembre de 1923. Va ser produïda i dirigida per Kote Marjanishvili, els decorats van ser dissenyats per Valerian Sidamon-Eristavi, el director va ser Ivane Paliàixvili. Les parts principals van ser interpretades per V. Sarajishvili (Malkhaz), E. Popova (Maro) i Krzhizhanovsky (Kiazko). Quan Sarajishvili va morir el novembre de 1924, la part de Malkhaz va ser interpretada per un nombre de cantants notables: N. Kumsiashvili, D. Andguladze, D. Badridze i M. Kvarelashvili.
La tercera òpera de Paliàixvili, Latavra, segons el llibret de Sandro Shanshiashvili, va aparèixer cinc anys després (la primera actuació va ser el 16 de març de 1928). Les revisions posteriors (en particular l'any 1950) van millorar notablement les deficiències d'aquesta òpera que eren principalment de caràcter ideològic. "Daisi" i Latavra", un romanç "a qui estimo?" a les paraules d'Ilia Chavchavadze i "cant de bressol" a les paraules de Mikhail Lermontov i diverses peces de cambra es van dedicar a Nadejda Ivanovna Buzogly (Abashidze), una amiga íntima del compositor, un merescut artista de la República de Geòrgia, professor de la Càtedra de Cant Solista del Conservatori de Tbilisi i candidat de ciències (arts). Alexy Paliàixvili sempre va gaudir d'una veritable amistat i respecte pel seu talent a la família del conegut enginyer civil Mikhail Buzogly i la seva dona.

## Període soviètic
A principis de 1929, Paliàixvili va ser convidat a Ucraïna per dirigir dos concerts de música georgiana a Kharkov, llavors capital de la República Soviètica d'Ucraïna. Els concerts es van fer els dies 28 i 29 de gener i van tenir molt èxit. El món musical ucraïnès va saludar cordialment el gran compositor georgià. La recepció en honor a Paliàixvili va comptar amb la presència de distingits representants de la cultura ucraïnesa i també d'Henri Barbusse, escriptor francès que en aquell moment estava de visita a la Unió Soviètica. Va agrair cordialment a Zakharia Paliàixvili el plaer estètic i el descobriment que havia fet "d'un nou món de la Geòrgia musical". Va ser allà on va sorgir la idea de produir a Kharkov Absalom i Eteri i a Tbilisi Taras Bulba, una òpera clàssica ucraïnesa de Nikolay Lysenko. Tots dos van ser produïts tal com es va suggerir, el primer a Kharkov el 18 d'octubre de 1931 (Director – A. Pagava, decoració – S. Nadareishvili), i el segon a Tbilisi l'hivern de 1933. Absalom and Eteri va ser produït en ucraïnès per Konstantin Tsagareli, un dotat advocat i amic íntim del compositor, juntament amb O. Varava.
L'estiu de 1929, Paliàixvili va fer la seva segona visita a l'Azerbaidjan. Els dies 23 i 24 de juliol es van oferir dos concerts simfònics a Bakú, la capital de la república. El programa estava format per les obres de Paliàixvili i l'autor va dirigir l'orquestra.

## Malaltia i mort
Des de principis de la dècada de 1930, Paliàixvili estava sovint malalt. Després d'haver estat diagnosticat amb un sarcoma de la glàndula suprarenal, el compositor va ser portat a Leningrad al seu amic Yustin Janelidze, un famós cirurgià soviètic-georgià. Janelidze va operar Paliàixvili, però quan va veure que la interferència quirúrgica no serviria de res, va aturar l'operació i va cosir la ferida. Va estimar que a Paliàixvili només li quedaven uns quants mesos de vida. Paliàixvili va estar postrat durant els mesos d'estiu de 1933 i la seva condició es va deteriorar contínuament, mentre començava una nova temporada a l'Òpera de Tbilisi. Diversos dies abans de la seva mort, Paliàixvili hauria desitjat escoltar la seva òpera Abesalom da Eteri per última vegada. La ràdio estava encesa i Paliàixvili es va esforçar per escoltar, feliç al principi però aviat es va contorsionar amb un fort dolor. A les 5 de la tarda del 6 d'octubre de 1933 va morir.
Paliàixvili va ser enterrat el 10 d'octubre al jardí de l'òpera al costat de la tomba del seu amic Ivane "Vano" Sarajishvili, conegut com el "rossinyol georgià". Per un decret del govern soviètic de Geòrgia, la Segona Escola de Música de Tbilisi, l'Escola de Música de deu anys de Tbilisi, l'Escola de Música de Batumi i un carrer de Tbilisi van rebre el nom del difunt compositor. Més tard, un carrer de Moscou també va rebre el seu nom.
El 1959, tot el segon pis del carrer Barnov número 10, on Paliàixvili va viure des de 1915 fins a 1933, va ser reservat com a casa-museu, que conté materials valuosos relacionats amb la vida i l'obra del compositor. El 8 d'octubre de 1962, una cerimònia especial va marcar la inauguració d'una exposició permanent en aquest museu. Una altra exposició permanent dedicada principalment a la infància i joventut del compositor es va inaugurar a Kutaissi, a la casa on va néixer. Hi ha exposicions especials sobre la vida i l'obra de Paliàixvili al Museu de Cultura Musical M. I. Glinka All-Union de Moscou.